# Super Mario 64 DS
Vous lisez un « bon article » labellisé en 2012.
Super Mario 64 DS (スーパーマリオ64DS, Sūpā Mario Rokujūyon Dī Esu) est un jeu de plates-formes développé par Nintendo Entertainment Analysis & Development sous la direction de Shin'ichi Ikematsu et publié par Nintendo pour la Nintendo DS. Il sort au Japon et aux États-Unis en 2004 puis en Europe et en Australie en 2005. Épisode de la série des Super Mario, il est un des jeux disponibles au lancement de la console. C'est le remake de Super Mario 64 sorti sur Nintendo 64 au Japon et aux États-Unis en 1996 puis en Europe et en Australie en 1997.
Nintendo Entertainment Analysis and Development, qui a aussi développé la version originale du jeu, le dévoile à l'E3 2004 en tant que démonstration multijoueur nommée Super Mario 64 ×4. En plus de graphismes améliorés, le remake propose des nouveaux personnages, un mode multijoueurs et des mini-jeux indépendants de l'aventure principale. Comme celle du premier opus, l'histoire se base sur le sauvetage de la Princesse Peach des griffes de Bowser. L'histoire a été un peu modifiée avec l'apparition des nouveaux personnages. Yoshi est le premier protagoniste de cet opus, et Mario, Luigi et Wario sont des personnages à débloquer.
Globalement, Super Mario 64 DS est un succès critique et commercial. Il gagne des prix et reçoit des critiques positives des médias vidéoludiques, basées sur l'aventure principale. Cependant, le mode multijoueur et l'absence des commandes analogiques sont critiqués. Il s'écoule à plus de 11,06 millions d'exemplaires à travers le monde en septembre 2016, se plaçant à la dixième place des jeux Nintendo DS les plus vendus de l'histoire.

## Synopsis
L'histoire débute avec une lettre de la princesse Peach, invitant Mario à venir au château pour manger un gâteau qu'elle lui a préparé. Peu après, Mario apparait dans la cour du château, sortant d'un tuyau, suivi de son frère Luigi et de Wario, son rival. Ils entrent dans le château, mais disparaissent étrangement. Lakitu, qui tient la caméra dans le jeu, prévient aussitôt Yoshi, qui dormait paisiblement sur le toit du château, de cette mystérieuse disparition. Yoshi commence à explorer le château pour retrouver ses amis.
Il découvre des tableaux et des murs secrets répartis un peu partout dans le château qui servent de portails vers les différents mondes accessibles dans lesquels les sbires de Bowser gardent les étoiles, sources d'énergie du château. En récupérant des étoiles et en battant les boss, Yoshi obtient des clés qui lui permettent d'accéder aux autres zones du château et aux salles dans lesquelles ses amis sont enfermés.
Il vainc d'abord le Goomboss pour libérer Mario, qui va l'aider à parcourir le château et à collecter des étoiles. Mario bat ensuite le Roi Boo pour libérer Luigi, qui utilise sa puissance d’invisibilité pour obtenir la clé de Wario en battant Givross. Au cours de l'aventure, ils passent par trois niveaux linéaires qui mènent à une bataille contre Bowser. Les deux premières fois, la victoire leur offre une clé qui ouvre une nouvelle zone du château.
Après avoir récupéré 80 étoiles, Mario accède à la salle située au haut du château pour défier Bowser. Une fois la victoire obtenue, la princesse Peach est libérée et apparaît devant le château. Pour remercier les quatre protagonistes, elle embrasse Mario et prépare le gâteau qu'elle avait promis. Le jeu se termine lorsque Mario, Peach, Luigi, Yoshi et Wario sont devant le château pour dire au revoir au joueur pendant que Lakitu filme et s'envole.

## Système de jeu

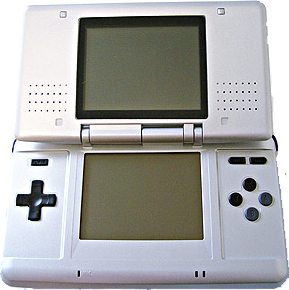
Les deux écrans de la Nintendo DS.

### Généralités
Super Mario 64 DS est un jeu de plates-formes en 3D dans lequel le joueur peut contrôler 4 personnages différents à travers différents niveaux afin de trouver des étoiles qui lui permettront de découvrir différentes parties du château de la princesse Peach. Chaque niveau se déroule dans un monde fermé dans lequel il est libre d'aller dans n'importe quelle direction et d'explorer les lieux sans limite de temps. Les mondes sont habités par des ennemis qui attaquent le personnage, et par des créatures amicales qui donnent des informations, offrent leur aide ou, au contraire, en demandent. Le but est de chercher une étoile dans chaque niveau ; certaines étoiles n'apparaissent qu'après avoir effectué un objectif précis, auquel le nom du niveau fait souvent allusion. Ces défis comprennent la résolution de casse-têtes, une bataille contre un boss, une course contre un concurrent ou la collecte de pièces. En collectant des étoiles, les autres zones du château deviennent accessibles,,.

### Contrôles
Le jeu utilise les deux écrans de la console pour offrir des nouvelles options. L'écran du haut montre la progression du joueur en 3D et l'écran tactile
permet au joueur d'avoir une carte du niveau qui indique l'emplacement des objets, mesure prise pour faire baisser la difficulté. Il peut également déplacer le personnage à l'aide de l'écran tactile, et peut contrôler la caméra à l'aide de petites flèches virtuelles. En plus du mode aventure en solo, il y a des mini-jeux qui se jouent uniquement avec le stylet et un mode multijoueur jouable à quatre avec une seule cartouche.

### Pouvoirs
Chaque personnage jouable possède des capacités qui lui sont propres. Luigi peut sauter plus haut que Mario, mais, contrairement à lui, ne peut pas rebondir contre les murs. Yoshi peut avaler des ennemis ainsi que des carapaces, qu'il peut renvoyer comme dans Super Mario Bros. et utiliser pour surfer sur l'eau. Wario, quant à lui, peut casser certains blocs que les autres personnages ne peuvent pas briser.
Les power-ups prennent la forme de casquettes qui ressemblent à celles que portent habituellement Mario, Luigi et Wario, et qui sont disponibles dans certains niveaux. Quand le joueur met une de ces casquettes, son personnage se transforme et devient le personnage correspondant à la casquette. La casquette s'enlève si le personnage est touché par un ennemi, mais elle peut être réutilisée. Ces casquettes permettent de profiter des capacités propres à chaque personnage. Yoshi peut entrer dans un niveau en portant la casquette de n'importe quel personnage disponible,,. Un autre power-up, la « fleur de puissance », donne une capacité différente à chaque personnage pour un temps limité : Mario peut flotter dans l'air jusqu'à des endroits auparavant inaccessibles, comme avec le ballon dans Super Mario World ; Luigi devient invisible et transparent, ce qui lui permet de traverser certains murs et certaines grilles, comme la casquette d'invisibilité dans la version sur Nintendo 64 ; Wario est recouvert de métal, comme la casquette de Métal Mario sur Nintendo 64 ; et Yoshi peut cracher du feu. Le pouvoir de Yoshi permettant de cracher du feu est propre à ce jeu. Chaque capacité est nécessaire pour traverser des zones spécifiques. Les autres objets sont par exemple le super champignon, qui augmente la taille et la force des personnages, et la plume, qui permet à Mario de voler de la même façon que dans Super Mario 64.

### Modes de jeu

#### Mode aventure
Ce mode contient les quinze niveaux qui étaient déjà disponibles dans le jeu original, et ils sont toujours divisés en sept missions qui permettent chacun d'obtenir une étoile de puissance. Ces niveaux n'ont pas changé à l'exception de leur réalisation graphique et de certains passages qui ont besoin d'un autre personnage (par exemple pour une étoile qu'on ne peut obtenir qu'en étant en métal, dans le jeu sur Nintendo 64 Mario pouvait se transformer en métal mais pas dans celui-là, seul Wario peut le faire ce qui oblige ainsi le joueur à débloquer Wario pour obtenir l'étoile en question). En plus des 105 étoiles ainsi obtenues, il y a les 15 étoiles supplémentaires déjà présentes dans la version originale ainsi que 30 nouvelles étoiles secrètes à gagner grâce à de nouveaux mécanismes disséminés dans les aires de jeu. Ces étoiles secrètes sont cachées dans le château, dont certaines pièces ont changé, et plusieurs niveaux inédits. Le joueur peut trouver 150 étoiles en tout.

#### Mode multijoueur
Un mode multijoueur, propre à la version Nintendo DS, permet de jouer de deux à quatre joueurs simultanément avec une seule cartouche. Quatre niveaux différents sont disponibles. Chaque joueur prend le contrôle d'un Yoshi d'une couleur différente. Les casquettes des autres personnages apparaissent dans le niveau, ce qui permet de se transformer en Mario, Luigi ou Wario. L'objectif du jeu est de récupérer le plus d'étoiles, qui apparaissent une à la fois à différents endroits, dans un temps imparti.
Un mode multi-cartouches est à l'origine prévu, mais il est finalement annulé. Chaque joueur y aurait incarné un personnage, il aurait été possible d'y jouer dans n'importe quel niveau (à condition de l'avoir débloqué) et la durée de la partie aurait été réglable. Plusieurs étoiles auraient été réparties dans les niveaux, et certains boss auraient fait leur apparition. Pour les vaincre, les joueurs auraient donc pu s'entraider. Une démo, nommée Super Mario 64 x4, présentant ce mode est jouable durant l'E3 2004.

#### Mini-jeux
En plus du mode aventure, 36 mini-jeux sont proposés. Ils exploitent principalement les fonctionnalités tactiles de la console. La plupart d'entre eux doivent être débloqués durant le mode aventure en attrapant des petits lapins cachés dans la cour et à l'intérieur du château. Ils sont basés sur différents thèmes : des jeux de course, de cartes, de puzzle, de réflexion ou de casino. 
Pour la plupart de ses jeux, il est possible d'établir des records (les jeux de casinos sauvegardent quant à eux le nombre de pièces que le joueur a quand il quitte le mini-jeux pour qu'il en ait le même nombre quand il le reprendra).

## Développement

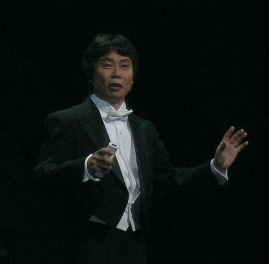
Shigeru Miyamoto, le producteur de Super Mario 64 DS.

Super Mario 64 DS a été développé par Nintendo Entertainment Analysis and Development et publié par Nintendo pour la Nintendo DS. C'est un remake de Super Mario 64 sorti sur Nintendo 64 au lancement de la console en 1996. Le jeu reprend le design du premier opus, tout en améliorant certaines techniques graphiques déjà utilisées dans sa version originale. Ces changements graphiques incluent entre autres un nombre plus élevé de polygones pour la modélisation des personnages et une diminution des textures grossières,. Anciennement appelé Super Mario 64 ×4, il a été présenté durant l'E3 2004 dans une démo du mode multijoueur avant même que la Nintendo DS ne soit sortie. Quelques mois plus tard, Nintendo annonça qu'un jeu complet basé sur cette démo était en cours de développement. Durant une conférence à propos de la Nintendo DS tenue par Nintendo le 7 octobre 2004, il a été présenté une deuxième fois et des informations supplémentaires ont été dévoilées ; le titre a été changé en Super Mario 64 DS et il a été mentionné que 4 personnages (Mario, Luigi, Yoshi, et Wario) seraient jouables dans l'aventure principale, à un joueur. La démo jouable sur place était plus complète que celle présente à l'E3 (le développement du jeu était en effet terminé à 90 % à ce moment-là) et permettait de jouer avec plusieurs personnages dans le mode aventure et d'essayer quelques mini-jeux. Toutefois, le mode multijoueur n'était pas présent dans la démo. Avant la conférence, le site Gamestop avait publié sur sa page de produits une image de la jaquette actuelle, avec la classification de l'ESRB Everyone, dévoilant ainsi qu'il y aurait 4 personnages jouables, et que le jeu allait sûrement sortir en même temps que la console puisque l'image semblait officielle. Nintendo a confirmé la rumeur en annonçant qu'il sortirait effectivement en même temps que la Nintendo DS en Amérique du Nord et au Japon,. À mesure que la date de sortie approchait, le programme de sortie des jeux de lancement changeait. Beaucoup de titres ont été retardés, et d'autres étaient annoncés pour sortir quelques jours avant la Nintendo DS. Super Mario 64 DS était le seul jeu dont la sortie était prévue en même temps que la console.

## Accueil

### Critiques
Super Mario 64 a reçu en général de très bonnes critiques de la part de la presse spécialisée, et a même reçu des prix. Lors de sa sortie, IGN lui a donné le label « Editor's Choice » et le prix du meilleur jeu du mois sur Nintendo DS en le citant comme grande réussite au niveau technique,. En 2005, il a gagné un Golden Joystick Award pour le meilleur jeu sur console portable de l'année. Avant sa sortie, Craig Harris de IGN a testé sa toute première démo, soit Super Mario 64 x4. Il a notamment commenté l'aspect graphique de celle-ci et a constaté que le petit écran de la Nintendo DS permettait de masquer certains défauts visuels. Par contre, il a trouvé que les déplacements étaient moins précis et plus mous que sur Nintendo 64, à cause de l'absence de joystick sur la console. Bien qu'il ait salué les graphismes et les nouveaux ajouts de gameplay, Craig Harris a exprimé sa déception au fait qu'il s'agit d'un portage d'un jeu déjà existant sur une autre console et non pas un nouveau jeu. Anoop Gantayat de IGN a anticipé son grand succès en Amérique du Nord. Au Japon, le magazine Famitsu plaça Super Mario 64 DS en 29e position dans la liste des jeux les plus attendus, derrière Final Fantasy 3 sur Nintendo DS en 28e position. C'était la première fois que des jeux Nintendo DS apparaissaient dans cette liste.
À la sortie américaine et japonaise, en 2004, beaucoup de critiques ont salué les nombreuses améliorations par rapport à sa version originelle, ses nouvelles fonctions ainsi que le divertissement fidèle au premier opus. Phil Theobald du site anglophone GameSpy a apprécié le portage, le qualifiant de « fantastique » et en complimentant les nouvelles fonctions qu'il propose ; les mini-jeux, l'utilisation de l'écran inférieur et les étoiles supplémentaires. Il a également dit que le gameplay du premier opus original était encore excellent même dix ans après sa sortie sur Nintendo 64. Craig Harris de IGN a dit que les sensations de Super Mario 64 sur Nintendo 64 sont soutenues dans le remake, tout en ajoutant de nouveaux défis et de nouvelles fonctions qui font revivre le jeu. Il a complimenté l'aspect graphique et audio, et a considéré que c'était une bonne démonstration des capacités de la nouvelle console de Nintendo, la Nintendo DS. Jeff Gerstmann de GameSpot a également salué son aspect graphique, principalement le nombre plus élevé de polygones et sa fluidité en général. Il l'a qualifié d'« excellente mise à jour d'un jeu classique », et a dit que les changements et les fonctions supplémentaires offraient une toute nouvelle expérience pour les fans de l'original. Au contraire, Jeremy Parish, du site 1UP.com, a trouvé que le remake n'offrait pas assez de nouveau contenu pour justifier son achat. Il a salué l'ajout de nouveaux personnages, mais a conclu sa critique en qualifiant cette version de « pauvrement conçue », et en disant qu'il vaut mieux y jouer sur la console originelle.
Des autres critiques se sont concentrées sur les contrôles du jeu et sur le mode multijoueur. Phil Theobald a trouvé que l'absence d'un stick analogique rendait le contrôle du personnage plus difficile que sur la version originale et demandait une courte période pour s'y habituer. Il a aussi déclaré que les boutons virtuels sur l'écran étaient délicats. Craig Harris a tenu des propos similaires et a constaté que l'écran tactile ne fournit pas la même réaction physique qu'un stick analogique. Il a ajouté que Super Mario 64 n'était à l'origine pas destiné à être joué sans de véritables commandes analogiques. Jeff Gerstmann a trouvé le mode multijoueur ennuyeux, et a considéré que sa durée de vie était trop courte, mais a trouvé que c'était un bon ajout pour montrer les capacités de la console en mode téléchargement. Phil Theobald a aussi pensé que c'était un bon ajout, mais l'a qualifié de « diversion » dont les joueurs se lasseraient rapidement.

### Ventes
Super Mario 64 DS a été un succès commercial. Après sa sortie au Japon, il a été vendu à 241 000 de copies entre le 2 et le 19 décembre 2004, et était le cinquième jeu le plus vendu de la semaine. Les ventes ont continué à augmenter, et elles ont atteint les 639 000 exemplaires au 20 février 2005. Il est apparu plusieurs fois dans les meilleures ventes d'Amazon.com,. En novembre 2006, un million d'exemplaires avait été vendu en Europe, et, à la fin 2007, plus de deux millions aux États-Unis,. Au 31 mars 2008, Super Mario 64 DS s'était écoulé à 6,12 millions d'exemplaires dans le monde. Depuis, les ventes ont continué. Au 30 septembre 2016, il se place à la dixième place du classement des jeux Nintendo DS les plus vendus de l'histoire, avec 11,06 millions de ventes.